# Siphonaria siquijorensis
Siphonaria siquijorensis is een slakkensoort uit de familie van de Siphonariidae. De wetenschappelijke naam van de soort is voor het eerst geldig gepubliceerd in 1856 door Reeve.